# トラウト湖 (オンタリオ州)
トラウト湖 (トラウトこ、Trout Lake) はカナダのオンタリオ州ニピシング地区ノースベイ、イーストフェリスにある湖。オタワ川の支流マタワ川の水源である。より大きな湖ニピシング湖の東約6kmに位置する。なお、ともにセントローレンス川水系であるが水の流れる方向は異なり、ニピシング湖の水はヒューロン湖へ注ぐのに対し、トラウト湖の水は五大湖へは注がない。ノースベイは飲料水をトラウト湖から得ている。ノースベイの市街地はトラウト湖とニピシング湖に間に広がっているが、市の領域には湖北岸も含まれる。南岸はほぼイーストフェリスである。